# ГЕС Сир
ГЕС Сир (тур. Sır Barajı) — гідроелектростанція на південному сході Туреччини. Знаходячись між ГЕС Килавузлу (вище за течією) та ГЕС Берке, входить до складу каскаду на річці Джейхан, яка біля однойменного міста впадає до Середземного моря.
У межах проєкту річку перекрили бетонною арковою греблею висотою 116 метрів, яка потребувала 494 тис. м3 матеріалу. Вона утримує водосховище з площею поверхні 48 км2 та об'ємом 1172 млн м3 (корисний об'єм 748 млн м3), у якому припустиме коливання рівня в операційному режимі між позначками 418 та 441 метр НРМ.
Пригреблевий машинний зал обладнали трьома турбінами типу Френсіс потужністю по 94,6 МВт, які повинні забезпечувати виробництво 725 млн кВт·год електроенергії на рік.